# Andreas Keller
Andreas Keller (ur. 1 października 1965 w Berlinie Zachodnim) – niemiecki hokeista na trawie, trzykrotny medalista olimpijski.

## Życiorys
Pochodzi z rodziny o wielkich tradycjach w hokeju na trawie. Jest wnukiem Erwina Kellera (wicemistrza olimpijskiego z Berlina), synem Carstena (mistrza olimpijskiego z Monachium), bratem Floriana (mistrza olimpijskiego z Pekinu) i Nataschy (mistrzyni z Aten). Występował w pomocy. Do zjednoczenia Niemiec reprezentował barwy RFN, w reprezentacji tego kraju debiutował w 1983. Brał udział w trzech igrzyskach (IO 84, IO 88, IO 92), za każdym razem zdobywał medale. W barwach RFN dwa srebrne, a w 1992 – po zjednoczeniu – złoto. Był brązowym medalista mistrzostw świata w 1986. Łącznie rozegrał w kadrze 256 spotkań.